# Leslie Mitchell (Historiker)
Leslie George Mitchell (L. G. Mitchell) ist ein britischer Historiker und Biograph.
Mitchell war Fellow des University College der University of Oxford, an der er promoviert wurde, und war dort Geschichtsprofessor. Er war Dekan seines College und war Herausgeber des University College Record (der Alumni-Zeitschrift des College).
Er ist für einige Biographien bekannt (Charles James Fox, William Lamb, 2. Viscount Melbourne, sowie der Schriftsteller Edward Bulwer-Lytton, 1. Baron Lytton und der Philologe Maurice Bowra) und war auf das 18. Jahrhundert in England spezialisiert. Mit John Albery organisierte er in den 1970er Jahren die Univ Revue (ein Musicaltheater an seinem College).
Er war Fellow der Royal Historical Society.

## Schriften
- Charles James Fox. Oxford: Oxford University Press. 1992. ISBN 0-19-820104-4.
- Lord Melbourne: 1779–1848. Oxford: Oxford University Press, 1997. ISBN 0-19-820592-9.
- Bulwer Lytton: The Rise and Fall of a Victorian Man of Letters. London: Hambledon and London, 2003. ISBN 1-85285-423-5.
- The Whig World. London: Hambledon Continuum, 2005. ISBN 1-85285-456-1.
- Maurice Bowra: A Life. Oxford: Oxford University Press, 2009.
- Herausgeber: The History of the University of Oxford, Band 5: The Eighteenth Century, Oxford 1986

1999 gab er die Reflections on the Revolution in France von Edmund Burke bei Oxford University Press neu heraus.